# Лонгана
Лонгана (англ. Longana) — город в Вануату, расположенная на острове Аоба. Входит в состав провинции Пенама. Действует аэропорт Лонгана. Население 730 человек (2006).

## География
Расположен на острове Аоба в северной части архипелага Новые Гебриды в Тихом океане, недалеко столицы провинции — города Саратамата. Площадь Лонганы около 50 км² (19 квадратных миль).
Климат в Лонгане, как и на всем острове, влажный тропический с незначительными сезонными колебаниями. Среднегодовая температура на побережье составляет 30 °C, на кальдере — 23 °C. Среднегодовое количество осадков варьируется от 2500 до 3500 мм дождя. Сезон дождей длится с ноября по апрель.

## История
С 1985 до административно-территориальной реформы в стране в 1994 году являлся столицей островного региона Аоба и Маэво.   
10 августа 2010 года  произошло землетрясение. 